# 森下祐丞
森下 祐丞（もりした ゆうすけ、1985年（昭和60年）7月12日 - ）は、日本の競艇選手である。痴漢事件の冤罪被害者としても知られる。

## 人物
兵庫県出身。身長、166cm、体重、54kg。
競艇選手としての登録期は98期で、2006年（平成18年）5月27日から行なわれた「OBCラジオ大阪杯」への出場でデビューした。高校在学中、プロレーサーと言う響きに憧れて、競艇選手になることを志した。森下は競艇選手養成所、やまと競艇学校で1年間の訓練を受け、リーグ戦勝率5.58（準優出3　優出2）の成績を残して、卒業記念競走に優出（転覆失格）した。2011年（平成23年）現在、選手級別はB1級。

## 痴漢冤罪事件
2011年（平成23年）5月6日午前0時過ぎ、森下は神戸市須磨区において、兵庫県迷惑防止条例違反の現行犯で逮捕された。森下を逮捕したのは、連続発生中のわいせつ事件を捜査中だった兵庫県須磨警察署の女性警察官であった。女性警察官は「おとり捜査」を試みていたとされ、山陽電鉄月見山駅付近の路上で遭遇した森下を痴漢犯人として逮捕したものであった。
逮捕後、神戸地方検察庁は森下を起訴したが、裁判において女性警察官は「（捜査中の深夜の路上で森下と擦れ違いざま）手前約5メートルで目が合うと同時に森下が突然、右手を肩まで挙げ、手のひらを開いたまま自分に向かって走ってきた。恐怖で体がすくみ、その場で立ち止まった。直後に男性の右手が自分の右胸を覆うような感触を覚えた」と証言、また同僚の男性警察官も「（森下の）手の甲が見え、女性巡査の右胸のところに接触したのを見た」と証言した。一方、森下は逮捕後から一貫して「自分の右肩と右肘の一部が、相手の右肩・右肘と触れただけ」と主張していた。
審理した神戸地方裁判所は同年11月15日、「不意にぶつかっただけの可能性が十分にあり、犯罪の証明があったとは到底いえない」として、森下に無罪の判決を下した。男性警察官による証言は「（男性警察官は現場から70メートル離れた場所におり）夜中であり、見えるはずがない」との抗弁が行なわれ、検察も論告では採用しなかった。判決で裁判官は女性警察官の対応に対し、「警察官として（逮捕後に）引き返せない状況になり、一部事実を曲げて証言していると疑う」と疑義を示した。
判決後、神戸地方検察庁は控訴を断念、森下の無罪は確定した。無罪確定後森下の弁護人は、「ずさんな捜査で犯人を作り上げ、客観的証拠もないのに検証せず起訴した」と警察や検察を強く批判した。
なお、当初の捜査の対象であった連続わいせつ犯は、森下の逮捕後に逮捕されている。

## 私生活
2010年（平成22年）10月に結婚した。翌2011年（平成23年）5月には結婚披露宴を予定したが、森下は予定日の1週間前に上記の事件で逮捕され、披露宴はキャンセルとなった。
神戸市兵庫区在住。

## 戦績
- 出走回数：1029回
- 1着回数：87回
- 優出回数：3回
- 優勝回数：0回
- フライング(F)回数：8回
- 出遅れ(L)回数：0回
- 通算勝率：4.08
- 2連対率：20.21
- 3連対率：36.05
- 生涯獲得賞金：59,084,000円